# Cleveland (motorfietsmerk uit Cleveland)
Cleveland is een Amerikaans historisch merk van motorfietsen.
De bedrijfsnaam was: The Cleveland Motorcycle Co., Cleveland (Ohio)
Het merk Cleveland ontstond uit een bouten- en moerenfabriek.

## Cleveland eencilinders

### Cleveland A2 en Cleveland 20
In 1915 ging men motorfietsen produceren en het eerste model, de Cleveland A2 Lightweight, was meteen een succes. Het was een 221cc-tweetakt en feitelijk ook de enige tweetakt die in de Verenigde Staten succesvol was. Pogingen van Excelsior met een 296cc-tweetakt en van Indian met een 250cc-tweetakt mislukten. De eerste uitvoering van de A2 had nog een cilindervormige tank die met twee metalen banden aan de bovenste framebuis was gehangen. De voorvork was beperkt afgeveerd: Hij was met een scharnierende bout aan het balhoofd bevestigd en werd afgeveerd door een horizontale schroefveer, zoals dat indertijd ook bij Triumph gebruikelijk was. Boring en slag bedroegen 63,5 x 69,8 mm en de motor was in de lengte in het frame gemonteerd. Het frame week af van het gebruikelijke: de onderste framebuis splitste zich bij de bovenkant van het carter en liep aan weerszijden van de motor, veel hoger dan bij een dubbel wiegframe. De framebuizen liepen horizontaal door tot aan het achtewiel, waar de - eveneens gesplitste - bovenste framebuis eraan vastgelast was. De topsnelheid bedroeg 55 km/h en Cleveland claimde een brandstofverbruik van 1:32 à 1:40 (3 à 2,5 liter op 100 km). Dit verbruik werd in 1917 zelfs gehaald toen George Austin, die toch ca. 100 kg op de weegschaal bracht, een 24-uursrecord vestigde. Hij legde in een etmaal 872,24 kilometer af. In 1918 legde Bergstrom 1285,83 kilometer af en niet veel later verbeterde Short het record en bracht het op 1367,10 kilometer. Tijdens de Eerste Wereldoorlog moest het merk zich beperken tot de binnenlandse markt, maar daarna ging men de motorfietsen ook naar Europa exporteren.
In 1919 verscheen een nieuwe versie, met een flattank waarvoor ook een tweede framebuis werd aangebracht. Ook kreeg de machine treeplanken. Om het extra gewicht te compenseren werd de motor vergroot tot 268 cc (boring x slag 68,85 x 69,85). Dit nieuwe model kreeg de typenaam "Cleveland 20".
In 1923 verscheen het model "E Sporting Solo", waar bij de "E" waarschijnlijk was toegevoegd vanwege de elektrische verlichting.

### Cleveland F25
Niet veel later kwam de F25, een 350cc-viertakt-sportmodel met een chroom-nikkelstalen inlaatklep, een automatische oliepomp aangevuld met handsmering en een frame en voorvork die nog meer op die van Triumph leken, maar nog steeds met een langsgeplaatste motor.

## Cleveland viercilinders
In september 1925 verscheen er ineens een heel ander model van Cleveland: een door F.E. Fowler ontwikkelde langsgeplaatste 688cc-viercilinderlijnmotor met twee onderliggende nokkenassen: één aan de linkerkant voor de inlaatkleppen en één aan de rechterkant voor de uitlaatkleppen. Het was een luchtgekoelde zijklepmotor. Daarmee wilde Cleveland voldoen aan de stijgende vraag naar zware motorfietsen, maar het model werd een mislukking. De prestaties waren veel te laag en ook de wegligging was voor verbetering vatbaar. Fowler had dan ook hetzelfde frame als dat van de lichte tweetakten gebruikt. Daarop huurde men Everett de Long als constructeur in.

### Cleveland 4-45
De Long had al bij Indian en Henderson gewerkt en die merken hadden langsgeplaatste viercilinders in hun programma. Hij bracht de motor op 750 cc, bouwde hem op tot kopklepmotor en construeerde een stevig dubbel wiegframe. Om te voorkomen dat de grote motor om aan de versnellingsbak te werken gedemonteerd moest worden, was het inwendige van de versnellingsbak te verwijderen zonder het blok uit te bouwen. Deze Cleveland 4-45 (viercilinder, 45 kubieke inch) vond al wat meer klanten, maar was eenvoudig te klein om een groot publiek aan te spreken. In de VS was men immers gewend aan de zware 1.300cc-Henderson en ACE-modellen. Er werden ongeveer 100 4-45's verkocht.

### Cleveland 4-61
Als tussenoplossing bedacht De Long een sportversie met een topsnelheid van 120 km/h, maar intussen begon hij met de ontwikkeling van de "Cleveland 4-61" met een 61 kubieke inch (1.000 cc) motor. Die machine haalde 145 km/h en had behalve een trommelrem in het achterwiel ook een trommel in het voorwiel, wat indertijd nog niet erg gebruikelijk was. Nu begonnen de verkopen pas echt goed te lopen, hoewel de machine nog iets langzamer was dan de Henderson 1300.

### Cleveland 4-61 Tornado Four
De 4-61 werd een succes en Cleveland probeerde het momentum te behouden door weer een verbeterd model uit te brengen.
In 1929 verscheen de Tornado Four, die 160 km/h haalde, de magische grens van 100 mijl per uur.

### Cleveland 4-61 Century
In 1929 vond de beurskrach plaats, precies toen de zware Clevelands succesvol begonnen te worden en het merk zelfs weer een nieuwe 4-61 klaar had. De "Century" moest sneller worden dan 160 km/h en daarom was de compressie verhoogd, de inlaatspruitstukken gepolijst en een ander uitlaatsysteem gemaakt. Er was een sterkere voorvork met drie veren gemonteerd. De markt voor dure en zware motorfietsen stortte in en de Century kon nog net worden uitgebracht voordat Cleveland in 1930 de poorten moest sluiten.

## Reading Standard
In 1922 nam Cleveland het merk Reading Standard over. De modellen van RS werden gewoon onder de oorspronkelijke merknaam verder geproduceerd, maar wel flink verbeterd. Zo had de Reading Standard "Greyhound" uit 1923 al 15 verbeteringen ten opzichte van zijn voorganger. Cleveland zette het echter niet door: in 1924 werd de productie van de zware Reading Standard V-twins gestaakt.